# Coppelius
Coppelius est un groupe allemand de heavy metal, originaire de Berlin. Selon ses propres dires, le groupe joue du « kammercore » à la batterie, à la contrebasse, au violoncelle et à la clarinette.

## Histoire

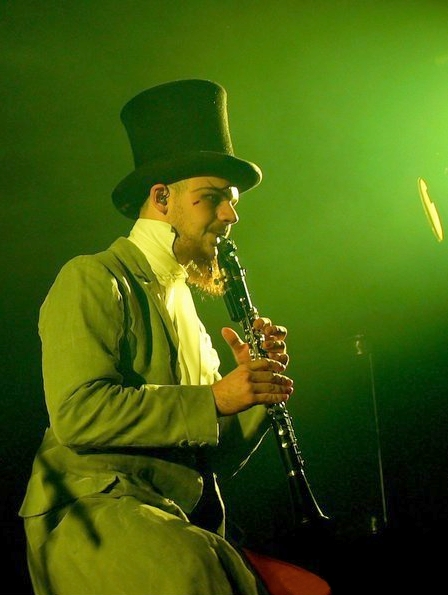
Enregistrement du 11 novembre 2007, concert Berlin - Huxleys.

Coppelius atteint sa première notoriété le 28 septembre 2002 lors du concert d'adieu du groupe The Inchtabokatables, où ils jouent en première partie. L'année suivante, Coppelius atteint la finale berlinoise du concours Emergenza. Le groupe remporte la victoire du public avec 555 voix, mais n'obtient que la deuxième place à la suite du jugement du jury.
En 2003 et 2004, le groupe se produit également en première partie de Mila Mar, Mutabor, Fiddler's Green, Nik Page, Tanzwut, Subway to Sally et Uriah Heep, entre autres. Sur l'EP démo To My Creator, disponible depuis 2005, la première vidéo du groupe pour la chanson I Get Used to It est incluse comme piste multimédia supplémentaire. La vidéo est tournée par Ina Göring, la violoniste du groupe berlinois ami Volkstrott, et montre les musiciens en train de jouer à l'Opéra comique de Berlin. En automne 2005, ils soutiennent Subway to Sally dans toute l'Allemagne, tandis que des concerts communs avec le groupe Letzte Instanz suivent en février et mars 2006. De plus, Coppelius donne plus de 40 concerts en 2006, dont beaucoup en dehors de Berlin, en tant que groupe principal.
Le 14 avril 2007, Coppelius présente la vidéo de la chanson Morgenstimmung dans la salle des machines de la Kulturbrauerei à Berlin. Ina Göring assure la réalisation, tout comme pour la première vidéo. De plus, la même année, une représentation a lieu au Wave-Gotik-Treffen. En été 2007, le groupe signe un contrat avec F.A.M.E. Recordings, le 21 septembre sort le premier album Time-Zeit, de plus une autre tournée a lieu en première partie de Subway to Sally en automne 2007.
Au printemps 2009, le deuxième album, Tumult, sort, sur lequel B. Deutung, Frau Schmitt et Eric Fish de Subway to Sally en tant que musiciens invités. Le 29 octobre 2010, le troisième album Zinnober sort. Le quatrième album Extrablatt suit le 15 février 2013. Depuis le 30 janvier 2015, le cinquième album Hertzmaschine est disponible, avec lequel le groupe se réclame pour la première fois du steampunk. Il est suivi le 14 novembre 2015 par la première de l'« opéra steampunk le plus mondial » ainsi intitulé, Klein-Zaches dit Zinnober, sur la base du récit d'Hoffmann homonyme, au Musiktheater im Revier à Gelsenkirchen.
Le 16 février 2016, le groupe publie sur sa page Facebook l'information selon laquelle il s'accorde une pause après s'être offert une « tournée de concerts d'annonce d'absence de scène ». Dans une interview avec Clockworker, le groupe confirme qu'il s'agit seulement d'une pause. Cette même année, ils partent en tournée et jouent en concert avec Fuchsteufelswild.
Le 7 octobre 2018, le batteur Nobusama annonce son départ du groupe. La présentation de son successeur, M. Linus, a lieu le 20 avril 2019 sur la page Facebook du groupe. Le 9 mai 2019, un autre opéra intitulé Krabat est annoncé, dont la première était prévue exactement un an plus tard, mais doit être reportée jusqu'à nouvel ordre en raison de la pandémie de Covid-19. À l'occasion de cette dernière, le groupe publie également fin avril 2020 une parodie de son propre titre Locked Out, tiré de l'album Extrablatt, sous le titre Locked In. Deux ans plus tard, le 5 juin 2022, l'opéra-rock Krabat est présenté pour la première fois au Musiktheater im Revier,. En juillet 2024, ils participent au Rockharz,.

## Style musical
Coppelius tente de créer une identité fictive, selon laquelle les membres du groupe seraient originaires du XIXe siècle. Cette identité est maintenue dans les interviews et sur le site web, qui ne contient presque aucune information réelle sur le groupe. On trouve par exemple sur la page d'accueil du groupe une « Concertologie (1803-1954 en extraits) ». 

## Discographie

### Albums studio
- 2007 : Time-Zeit
- 2009 : Tumult
- 2010 : Zinnober
- 2013 : Extrablatt (82e place des charts allemands[14])
- 2015 : Hertzmaschine
- 2019 : Kammerarchiv (46e place des charts allemands[14])
- 2023 : Abwärts (59e place des charts allemands[14])

### EP
- 2003 : Coppelius
- 2004 : 1803
- 2005 : To My Creator
- 2005 : Frühe Werke (coffret d'EP)

### Singles
- 2011 : Ma Rue A Moi (Wer Großes leistet) (chanson en ligne)
- 2020 : Locked In (version parodique de la chanson Locked Out)

### Clips
- 2005 : I Get Used to It
- 2007 : Morgenstimmung
- 2009 : Habgier
- 2009 : Die Glocke
- 2011 : Risiko
- 2012 : I Told You So
- 2013 : Spieldose
- 2015 : Moor
- 2017 : Black is the Colour
- 2019 : Zeit und Raum
- 2020 : Locked In